# U 378
U 378 war ein deutsches U-Boot vom Typ VII C, das im Zweiten Weltkrieg von der deutschen Kriegsmarine im Nordatlantik und im Nordmeer – unter anderem bei Geleitzugschlachten mit den Nordmeergeleitzügen der Alliierten – eingesetzt wurde.

## Technische Daten
Bei Kriegsbeginn stellte die Kieler Werft der Howaldtswerke die Produktion auf den Bau von U-Booten für die Deutsche Kriegsmarine um. Bis zum Jahr 1943 war die Deutsche Werft für den jährlichen Bau von zwölf U-Booten vorgesehen – diese Vorgabe konnte in keinem Jahr erfüllt werden. Ein U-Boot des Typs VII C hatte eine Länge von 67 m und eine Verdrängung von 865 m³ unter Wasser. Es wurde über Wasser durch zwei Dieselmotoren bis zu einer Geschwindigkeit von 17 kn angetrieben. Bei der Unterwasserfahrt ermöglichten zwei Elektromotoren eine Geschwindigkeit von 7 kn. Bis 1944 bestand die Bewaffnung aus einer 8,8-cm-Kanone und einer 2-cm-Flak C/30 an Deck sowie vier Bugtorpedorohren und einem Hecktorpedorohr. Ein VII C-Boot führte üblicherweise 14 Torpedos mit sich. Im März des Jahres 1941 wurden insgesamt neun Boote dieses Typs von der Kriegsmarine in Dienst gestellt. Eine Maling am Turm von U 378 stellte einen Schornsteinfeger dar, dessen Zylinder die Zahl „13“ ziert.

## Kommandanten
- Alfred Hoschatt wurde am 10. Februar 1909 in Görlitz geboren und trat 1927 in die Reichsmarine ein. Bis zum Frühjahr 1941 kommandierte er die 1. Minensuchflottille. Im Anschluss an seine U-Bootausbildung und die Baubelehrung übernahm Hoschatt am 30. November 1941 das Kommando auf U 378, das er auf drei Unternehmungen führte. Am 18. Juni 1942 übergab er das Kommando an seinen 1. Wachoffizier, Peter Schrewe.[4]
- Peter Schrewe wurde am 3. Dezember 1913 in Grosshof bei Tapiau geboren und trat 1934 in die Reichsmarine ein. Bis 1940 diente er zeitweise bei der Luftwaffe, dann absolvierte er die U-Bootausbildung. Er absolvierte eine Feindfahrt als 1. Wachoffizier (1. WO) auf U 48 und wurde dann 1. WO auf U 378, dessen Kommando er in Vertretung ab dem Juni 1942 innehatte und am 9. September an Hans-Jürgen Zetzsche übergab.
- Hans-Jürgen Zetzsche wurde am 5. Oktober 1915 in  Annaberg im Erzgebirge geboren und trat 1934 in die Reichsmarine ein. Er fuhr als 1. WO auf U 28 und U 10, bevor er im April 1940 sein erstes Kommando – auf U 20 – übernahm. Bis er am 10. September 1942 Kommandant in Vertretung auf U 378 wurde, mit dem er vom 12. bis 29. September eine Feindfahrt unternahm, hatte er diverse deutsche U-Boote kommandiert.[5]
- Erich Mäder wurde am 3. Oktober 1915 in Beuchlitz bei Halle geboren und trat 1936 in die Kriegsmarine ein. Im Anschluss an seine U-Bootausbildung (bis Frühjahr 1941) fuhr er bis September 1942 als 1. WO auf U 80 und U 508. Erich Mäder absolvierte seinen U-Bootkommandantenlehrgang im September 1942 und übernahm am 12. Oktober das Kommando  auf U 378.

## Einsatz und Geschichte
Bis zum Sommer des Jahres 1942 war U 378 in Kirkenes stationiert, dann verlegte es nach Drontheim. Von hier aus absolvierte das Boot vier Unternehmungen und wurde unter anderem gegen den Geleitzug QP 8, den Geleitzug PQ 18 und den Geleitzug QP 14 eingesetzt. Im Sommer 1943 verlegte U 378 an die nordfranzösische Atlantikküste und wurde in La Pallice stationiert.

### Geleitzugschlacht im Nordmeer

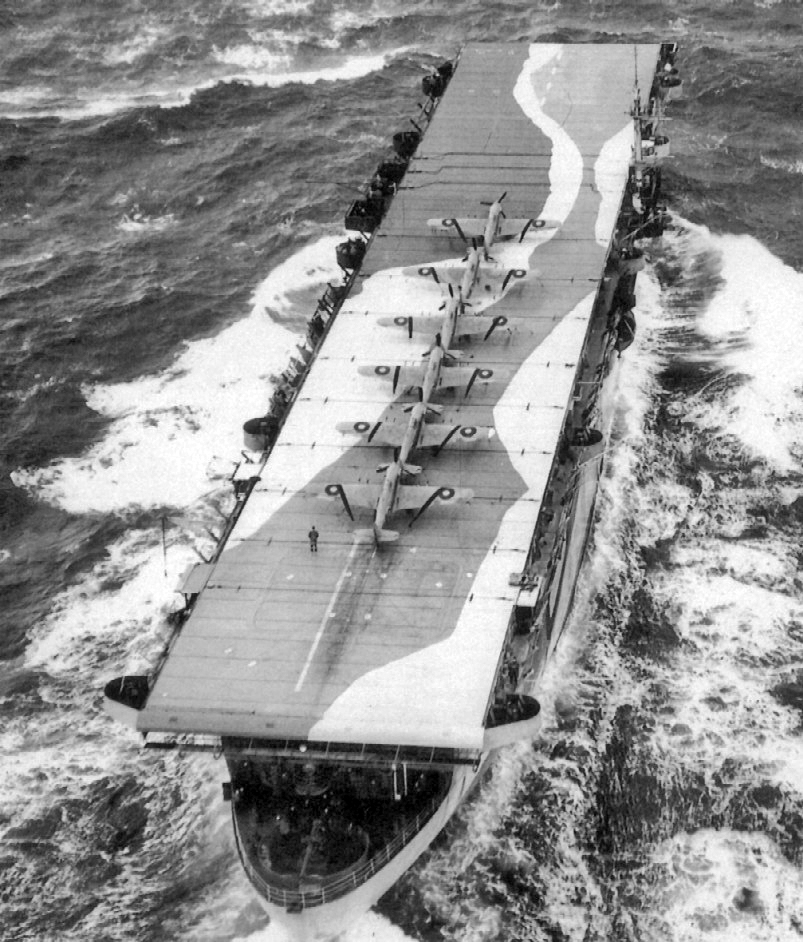
HMS Avenger

Die Royal Navy stellte im Jahr 1942 einige Schiffe in Dienst, die auf Basis von Handelsschiffen durch US-amerikanische Werften zu provisorischen Flugzeugträgern umgebaut worden waren. Das erste der Schiffe dieser Avenger-Klasse, die HMS Avenger, geleitete den Nordmeergeleitzug PQ 18 nach Archangelsk. Zu der U-Bootgruppe, die – im Verbund mit Überwasserstreitkräften und Einheiten der Luftwaffe – im September 1942 den Geleitzug angriff, gehörte auch U 378. Der Kommandant ließ vier Torpedos auf die Avenger schießen, erzielte aber keinen Treffer.

### Geleitzugschlacht im Atlantik

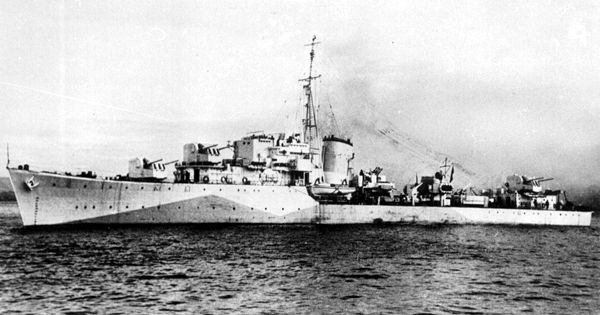
Polnischer Zerstörer Orkan, von U 378 versenkt

Während eines Flugzeugangriffs Anfang Oktober 1943 wurde, neben einigen Besatzungsmitgliedern auch der Kommandant verwundet und entschloss sich, die Unternehmung abzubrechen. U 378 befand sich bereits auf der Rückfahrt zum Stützpunkt, als der Geleitzug SC 143 entdeckt wurde. Es gelang dem deutschen U-Boot den Konvoy zu verfolgen und dessen Position über Funk weiterzugeben, um nach den Maßgaben der von Karl Dönitz entwickelten Rudeltaktik weitere Boote zum gemeinsamen Angriff auf den Geleitzug heranzuführen. Nach einem Tag hatten sieben deutsche U-Boote zu U 378 aufgeschlossen. Während des Tages gelang es dem Geleitschutz von SC 143, die Schiffe des Geleitzugs effizient zu schützen, aber in der Nacht von 8. auf den 9. Oktober griffen die U-Boote an. U 378 torpedierte den Zerstörer Orkan, der unter polnischer Flagge als Geleitschutz fuhr. Durch den T5-Torpedo explodierte das hintere Magazin der Orkan und der Zerstörer detonierte.

## Versenkung
Bereits am 13. Oktober war U 378 von einem Avenger-Torpedobomber der Card angegriffen worden. Es war Kommandant Mäder jedoch gelungen, dem zielsuchenden Torpedo der Avenger zu entkommen.  Eine Woche später wurde das Boot ein weiteres Mal von Flugzeugen, die auf einem anderen Flugzeugträger der Bogue-Klasse, der Core stationiert waren, an der Position 47° 40′ N, 28° 27′ W attackiert und versenkt. Den Angriff des Avenger-Bombers und des Wildcat-Kampfflugzeugs überlebte nur ein Besatzungsmitglied der U 378. Der Obersteuermann Karl-Heinz Brunkhorst wurde zwar gerettet, ertrank aber wahrscheinlich später, als das Schiff, das ihn aufgenommen hatte, versank.